# TSG Badenia Weinheim
Die Tanzsportgemeinschaft Badenia Weinheim ist ein Tanzsportverein in Weinheim. Der auf die Lateinamerikanischen Tänze spezialisierte Verein tritt in der Saison 2024/25 mit einer Formation in der 1. Bundesliga Latein an.

## Geschichte
Der Verein wurde als Tanzsportgemeinschaft Badenia gegründet. 2023 wurde der Name des Vereins geändert, seitdem tritt er als Tanzsportgemeinschaft Badenia Weinheim auf.
Der Verein ist auf das Lateintanzen spezialisiert. Neben drei Lateinformationen verfügt der Verein über mehrere Turnierpaare.

## Lateinformationen
Die Lateinformationen werden vom Verein als Formation „Tigers“ (A-Formation), „Exotics“ (B-Formation) und „Diamonds“ (C-Formation) bezeichnet. A- und B-Formationen tanzen in den Ligen des Deutschen Tanzsportverbandes. Die C-Formation ist die Nachwuchsmannschaft des Vereins. Die Mitglieder der Mannschaft können in der Hobbyliga Turniererfahrung sammeln.
Die Lateinformationen des Vereins gehen zurück auf eine Lateinformation, die in den 1980er-Jahren in einer Tanzschule gegründet wurde.
Die Formation tanzte bis zur Saison 2015/16 in der Landes-, Ober- bzw. Regionalliga Süd Latein. In den folgenden Jahren tanzte die Formation in der 2. Bundesliga Latein, seit der Saison 2019/20 2. Bundesliga Süd Latein. Die Mannschaft qualifizierte sich in der Saison 2023/24 mit dem 2. Platz der Liga zur Teilnahme am Aufstiegsturnier zur 1. Bundesliga Latein. Dort belegte sie den 3. Platz, profitierte jedoch vom Rückzug der Mannschaft der TSG Bremerhaven aus der 1. Bundesliga Latein und stieg so ebenfalls in die 1. Bundesliga Latein auf. Trainer der Formation sind Emanuil Karakatsanis, Sebastian Berg und Stefan und Sina Grimm.
Die B-Formation des Vereins wurde 2007 gegründet. Sie tanzt in der Saison 2024/25 in der Landesliga Süd TBW Latein.
Eine C-Formation wurde 2018 als Nachwuchsformation des Vereins gegründet. Nachdem es zwischenzeitlich keine C-Formation gab, wurde im Mai 2023 eine neue Mannschaft aufgestellt, die 2024 in der Hobbyliga antrat.